# Psaume 18 (17)

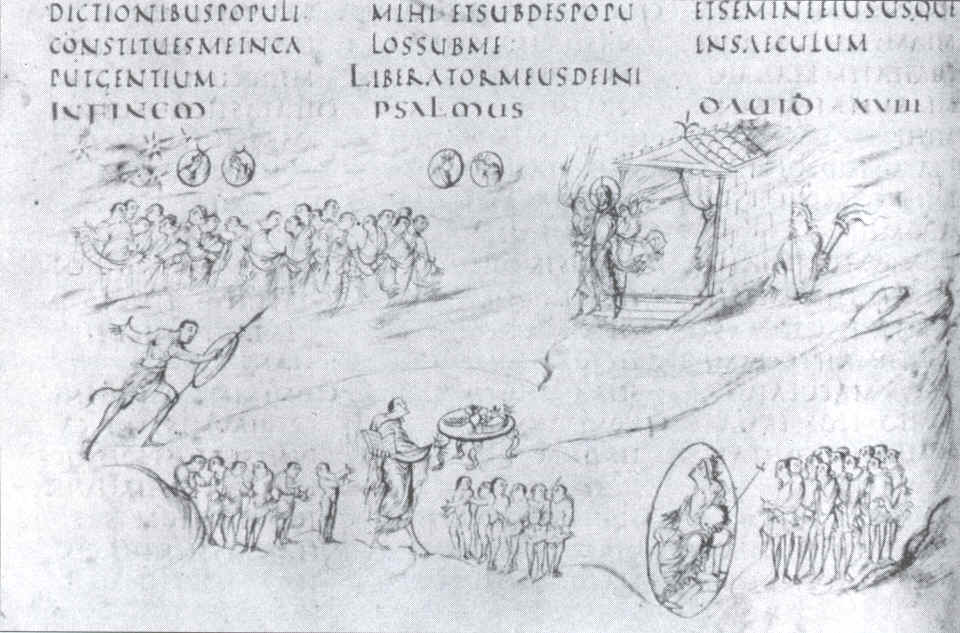
fin du psaume 18, dans le psautier d'Utrecht, manuscrit carolingien.

Le psaume 18 (17 selon la numérotation grecque) est un Psaume dont le texte est quasiment identique à celui du chapitre 22 du Deuxième livre de Samuel. 

## Rédaction
En plus de la présence d'une copie dans le Deuxième livre de Samuel, le psaume 18 est unique par sa longeur (le troisième plus long après le psaume 119 et le psaume 78), son genre et sa forme. En conséquence, il n'y a pas de consensus sur l'histoire de la rédaction du psaume (par exemple le nombre de rédacteurs distincts impliqués) et la datation de ces possibles étapes de rédaction.
Pour Frank-Lothar Hossfeld, il est par exemple plausible que le matériau initial soit celui de prières dites « royales » de l'époque dite préexilique, visibles dans les versets 2 à 20 d'une part et 33 à 50 d'autre part. Ces deux sections, avec des variations dans leur délimitation, sont souvent considérées comme ayant été rédigées indépendamment. L'hébreu utilisé dans ces parties a depuis longtemps été remarqué pour son emploi de constructions linguistiques archaïques, soulignant leur relative ancienneté et faisant l'objet de débats particuliers pour la datation. Une école de pensée les rapprochant de l'ougaritique et commençant avec William Foxwell Albright y a longtemps vu la trace d'une poésie biblique ancienne remontant aussi loin que les XIIIe – Xe siècles av. J.-C. Des critiques se sont depuis élevées sur les arguments linguistiques employés, mais les archaïsmes du texte continuent d'appuyer au moins une ancienneté relative, par exemple du VIIIe ou VIIe siècle av. J.-C. Klaus-Peter Adam, auteur d'une monographie dédiée au psaume 18, identifie également une première couche textuelle préexilique qu'il limite aux versets 4 à 20 et 33 à 41. Son argumentation pour exclure les versets 42 à 50 reste critiquée.
Au sein de la première partie, les versets 8 à 16 constituent une théophanie, le récit d'un manifestation divine. Ils sont parfois vus comme un ajout plus tardif rédigé semi-indépendamment, et que Hossfeld date de la période préexilique tardive (début du VIe siècle av. J.-C.), notamment par comparaison avec des éléments d'Ézéchiel, sans consensus aucun à ce sujet,. Plusieurs gloses y seront encore peut-être insérées.
L'ancienneté de ces fragments admises, il est souvent proposé que ces éléments sont plus tard compilés par un rédacteur deutéronomiste, à la période exilique tardive, qui ajoute les versets 1, 21-25, et 51, liant ainsi les deux parties et rattachant l'ensemble à la figure du roi David, hypothèse largement partagée chez les commentateurs modernes. Là encore, la datation des versets 21-25 est un large sujet de débat. Adam va jusqu'à les dater au IIIe siècle av. J.-C. Inversement, Alison Ruth Gray souligne des parallèles notables dans les écrits du roi assyrien Sargon II au VIIIe siècle av. J.-C., qui s'enorgueillit également de sa droiture et de son respect des ordonnances des dieux en s'adressant à Assur, pour critiquer la prétendue modernité du passage et la nécessité absolue de l'attribuer à une école deutéronomiste plus tardive que les passages qu'il sépare,. Le caractère tardif des premiers et derniers versets et de l'attribution à David reste plus consensuel.
Lors de cette rédaction, le psaume est alors aussi inséré dans le Deuxième livre de Samuel. Enfin, dans une phase postexilique, les aspects plus collectifs du psaume auraient pu être ajoutés, c'est-à-dire les versets 26 à 32, là encore sans certitudes.
Ces lectures s’écartent dans tous les cas de celle d'exégètes plus anciens tels que Charles et Emilie Briggs. Selon ces derniers, ce psaume tirait sa matière du deuxième livre de Samuel, et avait peut-être été écrit par David lui-même. La matière du psaume avait été adaptée de différentes manières par la suite en vue de son utilisation dans le culte public.

## Texte
| 1  | לַמְנַצֵּחַ, לְעֶבֶד יְהוָה--לְדָוִד:אֲשֶׁר דִּבֶּר, לַיהוָה, אֶת-דִּבְרֵי, הַשִּׁירָה הַזֹּאת--בְּיוֹם הִצִּיל-יְהוָה אוֹתוֹ מִכַּף כָּל-אֹיְבָיו, וּמִיַּד שָׁאוּל. | Au chef des chantres. Du serviteur de l’Éternel, de David, qui adressa à l’Éternel les paroles de ce cantique, lorsque l’Éternel l’eut délivré de la main de tous ses ennemis et de la main de Saül. Il dit : | in finem puero Domini David quae locutus est Domino verba cantici huius in die qua eripuit eum Dominus de manu omnium inimicorum eius et de manu Saul et dixit |
| 2  | וַיֹּאמַר-- אֶרְחָמְךָ יְהוָה חִזְקִי.                                                                                 | Je t’aime, ô Éternel, ma force ! | diligam te Domine fortitudo mea |
| 3  | יְהוָה, סַלְעִי וּמְצוּדָתִי-- וּמְפַלְטִי:אֵלִי צוּרִי, אֶחֱסֶה-בּוֹ; מָגִנִּי וְקֶרֶן-יִשְׁעִי, מִשְׂגַּבִּי.                                    | Éternel, mon rocher, ma forteresse, mon libérateur ! Mon Dieu, mon rocher, où je trouve un abri ! Mon bouclier, la force qui me sauve, ma haute retraite !                                                    | Dominus firmamentum meum et refugium meum et liberator meus Deus meus adiutor meus et sperabo in eum protector meus et cornu salutis meae et susceptor meus    |
| 4  | מְהֻלָּל, אֶקְרָא יְהוָה; וּמִן-אֹיְבַי, אִוָּשֵׁעַ.                                                                         | Je m’écrie : Loué soit l’Éternel ! Et je suis délivré de mes ennemis. | laudans invocabo Dominum et ab inimicis meis salvus ero |
| 5  | אֲפָפוּנִי חֶבְלֵי-מָוֶת; וְנַחֲלֵי בְלִיַּעַל יְבַעֲתוּנִי.                                                                    | Les liens de la mort m’avaient environné, et les torrents de la destruction m’avaient épouvanté ; | circumdederunt me dolores mortis et torrentes iniquitatis conturbaverunt me                                                                                    |
| 6  | חֶבְלֵי שְׁאוֹל סְבָבוּנִי; קִדְּמוּנִי, מוֹקְשֵׁי מָוֶת.                                                                     | les liens du sépulcre m’avaient entouré, les filets de la mort m’avaient surpris. | dolores inferni circumdederunt me praeoccupaverunt me laquei mortis                                                                                            |
| 7  | בַּצַּר-לִי, אֶקְרָא יְהוָה-- וְאֶל-אֱלֹהַי אֲשַׁוֵּעַ:יִשְׁמַע מֵהֵיכָלוֹ קוֹלִי; וְשַׁוְעָתִי, לְפָנָיו תָּבוֹא בְאָזְנָיו.                           | Dans ma détresse, j’ai invoqué l’Éternel, j’ai crié à mon Dieu ; de son palais, il a entendu ma voix, et mon cri est parvenu devant lui à ses oreilles.                                                       | cum tribularer invocavi Dominum et ad Deum meum clamavi exaudivit de templo sancto; suo vocem meam et clamor meus in conspectu eius introibit in aures eius    |
| 8  | וַתִּגְעַשׁ וַתִּרְעַשׁ, הָאָרֶץ-- וּמוֹסְדֵי הָרִים יִרְגָּזוּ;וַיִּתְגָּעֲשׁוּ, כִּי-חָרָה לוֹ.                                                | La terre fut ébranlée et trembla, les fondements des montagnes frémirent, et ils furent ébranlés, parce qu’il était irrité.                                                                                   | et commota est et contremuit terra et fundamenta montium conturbata sunt et commota sunt quoniam iratus est eis                                                |
| 9  | עָלָה עָשָׁן, בְּאַפּוֹ-- וְאֵשׁ-מִפִּיו תֹּאכֵל;גֶּחָלִים, בָּעֲרוּ מִמֶּנּוּ.                                                          | Il s’élevait de la fumée dans ses narines, et un feu dévorant sortait de sa bouche : Il en jaillissait des charbons embrasés.                                                                                 | ascendit fumus in ira eius et ignis a facie eius exarsit carbones succensi sunt ab eo                                                                          |
| 10 | וַיֵּט שָׁמַיִם, וַיֵּרַד; וַעֲרָפֶל, תַּחַת רַגְלָיו.                                                                        | Il abaissa les cieux, et il descendit : Il y avait une épaisse nuée sous ses pieds. | inclinavit caelos et descendit et caligo sub pedibus eius |
| 11 | וַיִּרְכַּב עַל-כְּרוּב, וַיָּעֹף; וַיֵּדֶא, עַל-כַּנְפֵי-רוּחַ.                                                                  | Il était monté sur un chérubin, et il volait, il planait sur les ailes du vent. | et ascendit super cherubin et volavit volavit super pinnas ventorum                                                                                            |
| 12 | יָשֶׁת חֹשֶׁךְ, סִתְרוֹ-- סְבִיבוֹתָיו סֻכָּתוֹ;חֶשְׁכַת-מַיִם, עָבֵי שְׁחָקִים.                                                       | Il faisait des ténèbres sa retraite, sa tente autour de lui, il était enveloppé des eaux obscures et de sombres nuages.                                                                                       | et posuit tenebras latibulum suum in circuitu eius tabernaculum eius tenebrosa aqua in nubibus aeris                                                           |
| 13 | מִנֹּגַהּ, נֶגְדּוֹ: עָבָיו עָבְרוּ--בָּרָד, וְגַחֲלֵי-אֵשׁ.                                                                    | De la splendeur qui le précédait s’échappaient les nuées, lançant de la grêle et des charbons de feu. | prae fulgore in conspectu eius nubes eius transierunt grando et carbones ignis                                                                                 |
| 14 | וַיַּרְעֵם בַּשָּׁמַיִם, יְהוָה--וְעֶלְיוֹן, יִתֵּן קֹלוֹ; בָּרָד, וְגַחֲלֵי-אֵשׁ.                                                       | L’Éternel tonna dans les cieux, le Très-Haut fit retentir sa voix, avec la grêle et les charbons de feu. | et intonuit de caelo Dominus et Altissimus dedit vocem suam *grando et carbones ignis;                                                                         |
| 15 | וַיִּשְׁלַח חִצָּיו, וַיְפִיצֵם; וּבְרָקִים רָב, וַיְהֻמֵּם.                                                                    | Il lança ses flèches et dispersa mes ennemis, il multiplia les coups de la foudre et les mit en déroute. | et misit sagittas et dissipavit eos et fulgora multiplicavit et conturbavit eos                                                                                |
| 16 | וַיֵּרָאוּ, אֲפִיקֵי מַיִם, וַיִּגָּלוּ, מוֹסְדוֹת תֵּבֵל:מִגַּעֲרָתְךָ יְהוָה-- מִנִּשְׁמַת, רוּחַ אַפֶּךָ.                                        | Le lit des eaux apparut, les fondements du monde furent découverts, par ta menace, ô Éternel ! Par le bruit du souffle de tes narines.                                                                        | et apparuerunt fontes aquarum et revelata sunt fundamenta orbis terrarum ab increpatione tua Domine ab inspiratione spiritus irae tuae                         |
| 17 | יִשְׁלַח מִמָּרוֹם, יִקָּחֵנִי; יַמְשֵׁנִי, מִמַּיִם רַבִּים.                                                                     | Il étendit sa main d’en haut, il me saisit, il me retira des grandes eaux ; | misit de summo et accepit me adsumpsit me de aquis multis |
| 18 | יַצִּילֵנִי, מֵאֹיְבִי עָז; וּמִשֹּׂנְאַי, כִּי-אָמְצוּ מִמֶּנִּי.                                                                  | il me délivra de mon adversaire puissant, de mes ennemis qui étaient plus forts que moi. | eripiet me de inimicis meis fortissimis et ab his qui oderunt me quoniam confirmati sunt super me                                                              |
| 19 | יְקַדְּמוּנִי בְיוֹם-אֵידִי; וַיְהִי-יְהוָה לְמִשְׁעָן לִי.                                                                   | Ils m’avaient surpris au jour de ma détresse ; mais l’Éternel fut mon appui. | praevenerunt me in die adflictionis meae et factus est Dominus protector meus                                                                                  |
| 20 | יְקַדְּמוּנִי בְיוֹם-אֵידִי; וַיְהִי-יְהוָה לְמִשְׁעָן לִי.                                                                   | Il m’a mis au large, il m’a sauvé, parce qu’il m’aime. | et eduxit me in latitudinem salvum me faciet quoniam voluit me                                                                                                 |
| 21 | יְקַדְּמוּנִי בְיוֹם-אֵידִי; וַיְהִי-יְהוָה לְמִשְׁעָן לִי.                                                                   | L’Éternel m’a traité selon ma droiture, il m’a rendu selon la pureté de mes mains ; | et retribuet mihi Dominus secundum iustitiam meam et secundum puritatem manuum mearum retribuet mihi                                                           |
| 22 | כִּי-שָׁמַרְתִּי, דַּרְכֵי יְהוָה; וְלֹא-רָשַׁעְתִּי, מֵאֱלֹהָי.                                                                   | car j’ai observé les voies de l’Éternel, et je n’ai point été coupable envers mon Dieu. | quia custodivi vias Domini nec impie gessi a Deo meo |
| 23 | כִּי כָל-מִשְׁפָּטָיו לְנֶגְדִּי; וְחֻקֹּתָיו, לֹא-אָסִיר מֶנִּי.                                                                 | Toutes ses ordonnances ont été devant moi, et je ne me suis point écarté de ses lois. | quoniam omnia iudicia eius in conspectu meo sunt et iustitias eius non reppuli a me                                                                            |
| 24 | וָאֱהִי תָמִים עִמּוֹ; וָאֶשְׁתַּמֵּר, מֵעֲו‍ֹנִי.                                                                            | J’ai été sans reproche envers lui, et je me suis tenu en garde contre mon iniquité. | et ero inmaculatus cum eo et observabo ab iniquitate mea |
| 25 | וַיָּשֶׁב-יְהוָה לִי כְצִדְקִי; כְּבֹר יָדַי, לְנֶגֶד עֵינָיו.                                                                 | Aussi l’Éternel m’a rendu selon ma droiture, selon la pureté de mes mains devant ses yeux. | et retribuet mihi Dominus secundum iustitiam meam et secundum puritatem manuum mearum in conspectu oculorum eius                                               |
| 26 | עִם-חָסִיד תִּתְחַסָּד; עִם-גְּבַר תָּמִים, תִּתַּמָּם.                                                                        | Avec celui qui est bon tu te montres bon, avec l’homme droit tu agis selon la droiture, | cum sancto sanctus eris et cum viro innocente innocens eris |
| 27 | עִם-נָבָר תִּתְבָּרָר; וְעִם-עִקֵּשׁ, תִּתְפַּתָּל.                                                                            | avec celui qui est pur tu te montres pur, et avec le pervers tu agis selon sa perversité. | et cum electo electus eris et cum perverso perverteris |
| 28 | כִּי-אַתָּה, עַם-עָנִי תוֹשִׁיעַ; וְעֵינַיִם רָמוֹת תַּשְׁפִּיל.                                                                 | Tu sauves le peuple qui s’humilie, et tu abaisses les regards hautains. | quoniam tu populum humilem salvum facies et oculos superborum humiliabis                                                                                       |
| 29 | כִּי-אַתָּה, תָּאִיר נֵרִי; יְהוָה אֱלֹהַי, יַגִּיהַּ חָשְׁכִּי.                                                                  | Oui, tu fais briller ma lumière ; l’Éternel, mon Dieu, éclaire mes ténèbres. | quoniam tu inluminas lucernam meam Domine Deus meus inluminas tenebras meas                                                                                    |
| 30 | כִּי-בְךָ, אָרֻץ גְּדוּד; וּבֵאלֹהַי, אֲדַלֶּג-שׁוּר.                                                                       | Avec toi je me précipite sur une troupe en armes, avec mon Dieu je franchis une muraille. | quoniam in te eripiar a temptatione et in Deo meo transgrediar murum                                                                                           |
| 31 | הָאֵל, תָּמִים דַּרְכּוֹ:אִמְרַת-יְהוָה צְרוּפָה; מָגֵן הוּא, לְכֹל הַחֹסִים בּוֹ.                                                   | Les voies de Dieu sont parfaites, la parole de l’Éternel est éprouvée ; il est un bouclier pour tous ceux qui se confient en lui.                                                                             | Deus meus inpolluta via eius eloquia Domini igne examinata protector est omnium sperantium in eum                                                              |
| 32 | כִּי מִי אֱלוֹהַּ, מִבַּלְעֲדֵי יְהוָה; וּמִי צוּר, זוּלָתִי אֱלֹהֵינוּ.                                                          | Car qui est Dieu, si ce n’est l’Éternel ; et qui est un rocher, si ce n’est notre Dieu ? | quoniam quis deus praeter Dominum et quis deus praeter Deum nostrum                                                                                            |
| 33 | הָאֵל, הַמְאַזְּרֵנִי חָיִל; וַיִּתֵּן תָּמִים דַּרְכִּי.                                                                        | C’est Dieu qui me ceint de force, et qui me conduit dans la voie droite. | Deus qui praecingit me virtute et posuit inmaculatam viam meam                                                                                                 |
| 34 | מְשַׁוֶּה רַגְלַי, כָּאַיָּלוֹת; וְעַל בָּמֹתַי, יַעֲמִידֵנִי.                                                                    | Il rend mes pieds semblables à ceux des biches, et il me place sur mes lieux élevés. | qui perfecit pedes meos tamquam cervorum et super excelsa statuens me                                                                                          |
| 35 | מְלַמֵּד יָדַי, לַמִּלְחָמָה; וְנִחֲתָה קֶשֶׁת-נְחוּשָׁה, זְרוֹעֹתָי.                                                               | Il exerce mes mains au combat, et mes bras tendent l’arc d’airain. | qui doces manus meas in proelium et posuisti arcum aereum brachia mea                                                                                          |
| 36 | וַתִּתֶּן-לִי, מָגֵן יִשְׁעֶךָ: וִימִינְךָ תִסְעָדֵנִי; וְעַנְוַתְךָ תַרְבֵּנִי.                                                          | Tu me donnes le bouclier de ton salut, ta droite me soutient, et je deviens grand par ta bonté. | et dedisti mihi protectionem salutis tuae et dextera tua suscepit me et disciplina tua correxit me in finem et disciplina tua ipsa me docebit                  |
| 37 | תַּרְחִיב צַעֲדִי תַחְתָּי; וְלֹא מָעֲדוּ, קַרְסֻלָּי.                                                                        | Tu élargis le chemin sous mes pas, et mes pieds ne chancellent point. | dilatasti gressus meos subtus me et non sunt infirmata vestigia mea                                                                                            |
| 38 | אֶרְדּוֹף אוֹיְבַי, וְאַשִּׂיגֵם; וְלֹא-אָשׁוּב, עַד-כַּלּוֹתָם.                                                                 | Je poursuis mes ennemis, je les atteins, et je ne reviens pas avant de les avoir anéantis. | persequar inimicos meos et conprehendam illos et non convertar donec deficiant                                                                                 |
| 39 | אֶמְחָצֵם, וְלֹא-יֻכְלוּ קוּם; יִפְּלוּ, תַּחַת רַגְלָי.                                                                     | Je les brise, et ils ne peuvent se relever ; ils tombent sous mes pieds. | confringam illos nec poterunt stare cadent subtus pedes meos                                                                                                   |
| 40 | וַתְּאַזְּרֵנִי חַיִל, לַמִּלְחָמָה; תַּכְרִיעַ קָמַי תַּחְתָּי.                                                                     | Tu me ceins de force pour le combat, tu fais plier sous moi mes adversaires. | et praecinxisti me virtute ad bellum subplantasti insurgentes in me subtus me                                                                                  |
| 41 | וְאֹיְבַי, נָתַתָּה לִּי עֹרֶף; וּמְשַׂנְאַי, אַצְמִיתֵם.                                                                      | Tu fais tourner le dos à mes ennemis devant moi, et j’extermine ceux qui me haïssent. | et inimicos meos dedisti mihi dorsum et odientes me disperdisti                                                                                                |
| 42 | יְשַׁוְּעוּ וְאֵין-מוֹשִׁיעַ; עַל-יְהוָה, וְלֹא עָנָם.                                                                      | Ils crient, et personne pour les sauver ! Ils crient à l’Éternel, et il ne leur répond pas ! | clamaverunt nec erat qui salvos faceret ad Dominum nec exaudivit eos                                                                                           |
| 43 | וְאֶשְׁחָקֵם, כְּעָפָר עַל-פְּנֵי-רוּחַ; כְּטִיט חוּצוֹת אֲרִיקֵם.                                                               | Je les broie comme la poussière qu’emporte le vent, je les foule comme la boue des rues. | et comminuam illos ut pulverem ante faciem venti ut lutum platearum delebo eos                                                                                 |
| 44 | תְּפַלְּטֵנִי, מֵרִיבֵי-עָם: תְּשִׂימֵנִי, לְרֹאשׁ גּוֹיִם; עַם לֹא-יָדַעְתִּי יַעַבְדוּנִי.                                                | Tu me délivres des dissensions du peuple ; tu me mets à la tête des nations ; un peuple que je ne connaissais pas m’est asservi.                                                                              | eripe me de contradictionibus populi constitues me in caput gentium                                                                                            |
| 45 | לְשֵׁמַע אֹזֶן, יִשָּׁמְעוּ לִי; בְּנֵי-נֵכָר, יְכַחֲשׁוּ-לִי.                                                                   | Ils m’obéissent au premier ordre, les fils de l’étranger me flattent ; | populus quem non cognovi servivit mihi in auditu auris oboedivit mihi                                                                                          |
| 46 | בְּנֵי-נֵכָר יִבֹּלוּ; וְיַחְרְגוּ, מִמִּסְגְּרוֹתֵיהֶם.                                                                        | les fils de l’étranger sont en défaillance, ils tremblent hors de leurs forteresses. | filii alieni mentiti sunt mihi filii alieni inveterati sunt et claudicaverunt a semitis suis                                                                   |
| 47 | חַי-יְהוָה, וּבָרוּךְ צוּרִי; וְיָרוּם, אֱלוֹהֵי יִשְׁעִי.                                                                  | Vive l’Éternel, et béni soit mon rocher ! Que le Dieu de mon salut soit exalté, | vivit Dominus et benedictus Deus meus et exaltetur Deus salutis meae                                                                                           |
| 48 | הָאֵל--הַנּוֹתֵן נְקָמוֹת לִי; וַיַּדְבֵּר עַמִּים תַּחְתָּי.                                                                    | le Dieu qui est mon vengeur, qui m’assujettit les peuples, | Deus qui dat vindictas mihi et subdidit populos sub me liberator meus de gentibus iracundis                                                                    |
| 49 | מְפַלְּטִי, מֵאֹיְבָי: אַף מִן-קָמַי, תְּרוֹמְמֵנִי; מֵאִישׁ חָמָס, תַּצִּילֵנִי.                                                      | qui me délivre de mes ennemis ! Tu m’élèves au-dessus de mes adversaires, tu me sauves de l’homme violent. | et ab insurgentibus in me exaltabis me a viro iniquo eripies me                                                                                                |
| 50 | עַל-כֵּן, אוֹדְךָ בַגּוֹיִם יְהוָה; וּלְשִׁמְךָ אֲזַמֵּרָה.                                                                     | C’est pourquoi je te louerai parmi les nations, ô Éternel ! Et je chanterai à la gloire de ton nom. | propterea confitebor tibi in nationibus Domine et psalmum dicam nomini tuo                                                                                     |
| 51 | מַגְדִּל, יְשׁוּעוֹת מַלְכּוֹ:וְעֹשֶׂה חֶסֶד, לִמְשִׁיחוֹ--לְדָוִד וּלְזַרְעוֹ; עַד-עוֹלָם.                                                | Il accorde de grandes délivrances à son roi, et il fait miséricorde à son oint, à David, et à sa postérité, pour toujours.                                                                                    | magnificans salutes regis eius et faciens misericordiam christo suo David et semini eius usque in saeculum                                                     |

## Usages liturgiques

### Dans le judaïsme
Ce psaume 18 est récité le septième jour de Paque, d'après certaines traditions.
Le verset 32 est récité avant Ein Keloheinou.
Le verset 51 fait partie de la version de semaine de Birkat Hamazon.

### Dans le christianisme
Dans Rm 15,9, Saint Paul cite le verset 49.

#### Chez les catholiques
Le Psaume 18 (17) est actuellement chanté dans la liturgie des Heures à l’office des lectures du mercredi et du jeudi de la première semaine, où il est proposé en 6 sections.